# 중화혁명당
중화혁명당(中華革命黨)은 제2차 혁명 때 실패를 겪고 위안스카이에 의해 국민당이 강제 해산되자 1914년 일본 도쿄에서 만든 결사조직이다. 사실 국민당을 잇는다기보다는 중국 동맹회의 부활한 모습에 더 가깝다.